# Kościół św. Antoniego w Braniewie
Kościół Świętego Antoniego – jeden z rejestrowanych zabytków miasta Braniewa, w województwie warmińsko-mazurskim. Jest to rzymskokatolicki kościół parafialny należący do dekanatu Braniewo archidiecezji warmińskiej.
Świątynia, której projekt powstał w Wyższej Deputacji w Berlinie, została zbudowana przez ewangelików w latach 1830–1838, według projektu Karla Friedricha Schinkla. Jest to kościół halowy, wzniesiony w stylu późnoklasycystycznym, posiadający dwie wieże z przodu. Do 1945 roku kościół był w posiadaniu ewangelików. Budowla w 1946 roku otrzymała rangę kościoła parafialnego. Starosta braniewski przekazał ją katolickim wiernym w styczniu 1946 roku. Podczas obchodów Tysiąclecia Chrztu Polski zostały podjęte prace nad odrestaurowaniem wnętrza świątyni i wykonaniem polichromii. W nawach bocznych mieszczą się dwie kondygnacje empor podpartych przez filary. Przy północnej elewacji jest umieszczona ambona, wykonana na podstawie starego projektu w latach 1936–1938.
Do zabytkowego wyposażenia świątyni należą: krucyfiks w stylu późnogotyckim z falistym ramieniem poprzecznym nawiązującym do Drzewa Życia z około 1520 roku, z symbolami ewangelistów w medalionach, prospekt organowy w stylu późnoklasycystycznym, chrzcielnica drewniana, w stylu rokokowym z około połowy XVIII wieku, dwa konfesjonały eklektyczne z I połowy XIX wieku, obraz Ukamienowanie św. Szczepana z II połowy XVII wieku, Biczowanie z początku XVIII wieku, monstrancja promienista z 1764 roku, umieszczona dawniej w kościele św. Trójcy w Braniewie, według napisu została wykonana przez złotnika Zrizewitza (Jana Zachariasza Krzyżewicza z Kurlandii), cztery świeczniki wykonane z cyny w XVIII wieku.

## Pożar kościoła w 2016 roku

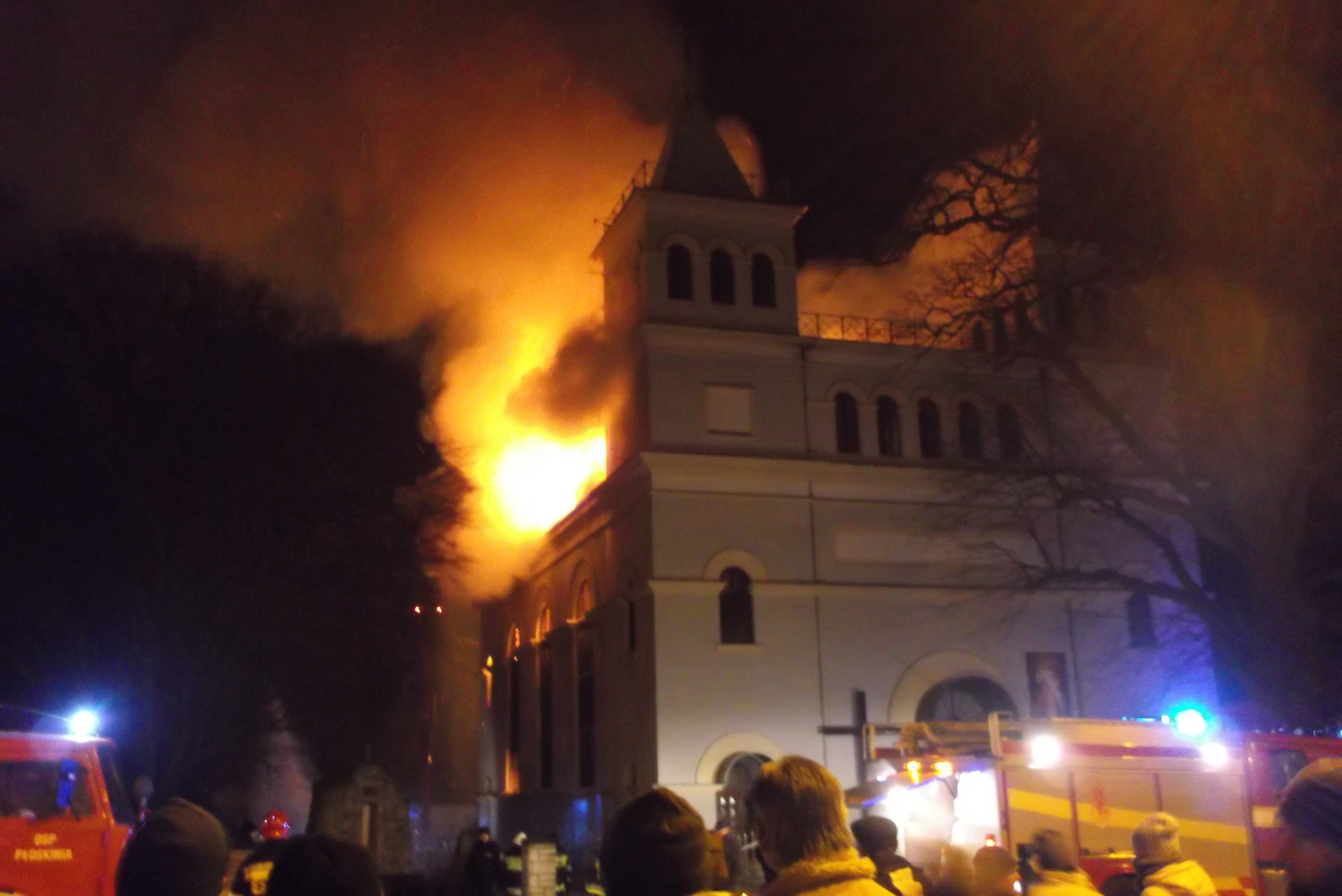
Pożar kościoła św. Antoniego w Braniewie w dniu 3 stycznia 2016

3 stycznia 2016 r. około godziny 15 został zauważony dym wydobywający się z górnych części kościoła, po kilku minutach na miejscu pojawiły się pierwsze jednostki straży pożarnej. W ciągu około 30 minut ogień wydostał się na zewnątrz i rozprzestrzenił na całe zadaszenie budowli. Spłonęło całe pokrycie dachowe, w tym drewniana konstrukcja poddasza, które się częściowo zapadło do wnętrza obiektu. Udało się uratować zabytkowe organy, ocalały dwie charakterystyczne wieże oraz część wyposażenia, którą wyniesiono w trakcie pożaru. Walkę z ogniem toczyło 29 zastępów straży pożarnej, m.in. z Braniewa, Elbląga, Olsztyna oraz Gdyni. Walkę z pożarem utrudniały niska temperatura −13 °C oraz zamarzające hydranty.
Wstępne przyczyny powstania tego pożaru wskazywały na wadę przewodu kominowego (jego rozszczelnienie), co doprowadziło do zapalenia drewnianych elementów konstrukcyjnych dachu, a w konsekwencji do pożaru kościoła.
Koszt odbudowy kościoła Świętego Antoniego oszacowano na 2 do 2,5 miliona złotych. Odbudować trzeba było m.in. balkony, strop i dach. Uszkodzeniu uległy również zabytkowe organy. Na odbudowę kościoła przeznaczono 500 tysięcy złotych z rezerwy budżetowej.
Remont świątyni trwał ponad rok. Od 13 kwietnia 2017 (Wielki Czwartek) w kościele, choć niezupełnie wykończonym, są ponownie sprawowane msze święte.